# Centro sportivo Achille e Cesare Bortolotti
Il centro sportivo "Achille e Cesare Bortolotti", noto semplicemente come Zingonia per via della località in cui sorge, è un centro sportivo posto tra i comuni di Ciserano e Verdellino (BG), di proprietà della società di calcio italiana Atalanta Bergamasca Calcio.
La struttura ospita, dal 1977, gli allenamenti della prima squadra e, dal 2023, quelli della seconda squadra, oltre a gran parte delle attività del settore giovanile e la sede degli uffici del club.
Il centro d'allenamento si trova in Corso Europa, 46, in località Zingonia, a circa 14 chilometri in direzione sud da Bergamo.

## Storia
Nel 1963 l'imprenditore Renzo Zingone iniziò la costruzione dell'abitato di Zingonia, progetto urbano di città a misura dei lavoratori, nel quale fece costruire un impianto per il calcio che sarebbe dovuta divenire la «Coverciano del nord», con il vicino Grand Hotel che ospitava i ritiri della squadre di calcio che disputavano incontri in Lombardia.
Il centro venne acquistato nel 1977 da Achille Bortolotti, proprietario della società di calcio Atalanta Bergamasca Calcio, con l'inaugurazione avvenuta il 3 settembre, taglio del nastro da parte di cinque ragazzi del vivaio nerazzurro (Gaetano Scirea, Pierino Fanna, Roberto Tavola, Hubert Pircher e Luciano Bodini) e intitolazione del centro al fratello Pietro Bortolotti, scomparso quattro anni prima. All'inizio il centro si estendeva per una superficie di 76 mila metri quadri, con quattro campi da calcio regolamentari.
Successivamente gli impianti vennero intitolati a Cesare Bortolotti, figlio di Achille morto nell'estate 1990, che ricoprì il ruolo di presidente dell'Atalanta dal 1980 al 1990.
Nel periodo 2000-2003, sotto la presidenza nerazzurra di Ivan Ruggeri, venne realizzato all'interno della struttura il nuovo centro direzionale del club, con uffici, spogliatoi, camere, ristorante con cucina, palestra, piscine e parcheggi. Il nuovo edificio venne inaugurato a fine novembre 2003.
Nel 2013 inizia la progettazione di una ristrutturazione del centro, per un investimento di altri sei milioni di euro per migliorare le strutture disponendo, a lavori finiti, di otto campi da gioco e di una struttura da centodiecimila metri quadri, con una nuova palazzina per il settore giovanile. Nello stesso anno, per un importo di sette milioni e mezzo di euro di spesa, sono state apportate modifiche esterne sui campi, tribune e verde e sono stati rifatti gli spogliatoi e la palestra della prima squadra.
Nel periodo 2018-2019 sono stati realizzati: l'edificio del centro giovanile, progettato da De8 Architetti e costruito in sette mesi dalla società LignoAlp che ha gestito interamente sia la fase costruttiva sia la progettazione esecutiva della struttura in legno (avente pareti a telaio ed in X-LAM, solaio in X-LAM e tetto a travetti in vista) e degli impianti del fabbricato, con la nuova palazzina è stata inaugurata il 14 novembre 2019 per ospitare l'Accademia "Mino Favini"; due nuovi campi da calcio regolamentari, in erba sintetica e illuminati, per un importo di tre milioni di euro; un magazzino di quattrocento metri quadri.

## Strutture

### Area sportiva
L'area sportiva del centro è composta dai seguenti campi da gioco:
- Sette campi da calcio regolamentari:
  - Campo "1", utilizzato per gli allenamenti della prima squadra e della seconda squadra;[23]
  - Campo "2", utilizzato come campo principale per gli incontri ufficiali della Primavera;[24]
  - Campo "3 - Pineta A", utilizzato come campo sussidiario per gli incontri ufficiali della Primavera;[24]
  - Campo "4";
  - Campo "5", utilizzato per gli allenamenti della prima squadra e della seconda squadra;[23]
  - Campo "6 - Pineta A", con manto in erba sintetica,[25] utilizzato come campo principale per gli incontri ufficiali delle U18, U17 e U16;[26]
  - Campo "7 - Pineta B", utilizzato come campo principale per gli incontri ufficiali della U15;[26]
- Un campo da calcio a 7 regolamentare (dimensioni 50 × 30 m).[5]

### Area direzionale
L'area direzionale del centro è composta dai seguenti edifici:
- La palazzina del centro giovanile,[6] al cui interno ha sede l'Accademia "Mino Favini",[21] costituito da due piani fuori terra e una superficie totale di 1.610 m²,[6] al cui interno sono collocati:[6]
  - Un'ampia palestra;[6]
  - Spogliatoi;[4]
  - Sale mediche e fisioterapiche;[6]
  - Spazi destinati allo studio;[6]
  - Dodici uffici;[4]
  - Sale riunioni;[6]
  - Una sala conferenze;[6]
  - Un'area dedicata alle riprese televisive;[6]
  - Lavanderia.[4]
- L'edificio del centro direzionale, al cui interno sono collocati:[19]
  - Gli spogliatoi per la prima squadra;[19]
  - Gli spogliatoi per lo staff tecnico e due spogliatoi per i fisioterapisti;[19]
  - Una sala con quindici posti doccia;[19]
  - Un bagno turco con sauna;[19]
  - Una piscina;[19]
  - Due idromassaggi;[19]
  - Due palestre;[19]
  - Un ambulatorio medico;[19]
  - Una sala di masso-fisioterapia;[19]
  - Cucina con la sala ristorante da 40 a 80 posti a sedere;[19]
  - una sala relax.[19]
- Un edificio a destinazione spogliatoi, adiacente alla palazzina "Mino Favini", in cui vi sono 10 spogliatoi per le squadre e 4 per gli arbitri.[5]

### Aree parcheggi
Il centro sportivo dispone di un parcheggio per gli addetti ai lavori composto da 82 posti auto, più un parcheggio per gli ospiti composto da 134 posti auto e due posti pullman.

## Utilizzo
Nel Centro sportivo Achille e Cesare Bortolotti ha sede il centro direzionale societario dell'Atalanta Bergamasca Calcio, ma non la sede legale del club che è in via Giorgio Guido Paglia 1/D a Bergamo, e l'Accademia "Mino Favini".
La struttura ospita gli allenamenti della prima squadra, della seconda squadra (U23) e del settore giovanile dell'Atalanta.
L'impianto è anche sede degli incontri ufficiali di pressoché tutte le squadre giovanili neroazzurre, con la sola esclusione dell'Under 23 che disputa il campionato di Serie C allo Stadio comunale di Caravaggio (BG).